# Christophe Gagliano
Christophe Gagliano, (* 22. květen 1967, Paříž, Francie) je bývalý reprezentant Francie v judu. Je majitelem bronzové olympijské medaile z roku 1996.

## Sportovní kariéra
Poprvé dostal příležitost reprezentovat až ve 24 letech a na mistrovství Evropy bral bronzovou medaili. V olympijském roce 1992 však musel ustoupit Bruno Carranetovi, který se rozhodl zakončit kariéru v lehké váze.
Šanci dostal opět až v roce 1995 a účast na olympijských hrách v Atlantě si už pohlídal. V olympijském turnaji však nezačal dobře. Prohrál v prvním kole s Brazilcem Perreirou na hantei (jusei-gači). Z oprav se však dostal až do boje o bronzovou medaili, o kterou vyzval Mongola Boldbátara. V polovině zápasu hodil Mongola podruhé na wazari technikou o-uči-gari a získal bronzovou medaili.
Aši-waza společně dobrou obranou bylo jeho velkou předností. Dalších olympijských her a obhajoby olympijské medaile se především kvůli vyššímu věku a velké konkurenci nedočkal.

## Výsledky
| Turnaj             | 1991 | 1992 | 1993 | 1994 | 1995 | 1996 | 1997 | 1998 | 1999 |
| ------------------ | ---- | ---- | ---- | ---- | ---- | ---- | ---- | ---- | ---- |
| Olympijské hry     | -    | dns  | -    | -    | -    | 3.   | -    | -    | -    |
| Mistrovství světa  | dns  | -    | dns  | -    | úč.  | -    | 2.   | -    | úč.  |
| Mistrovství Evropy | 3.   | dns  | dns  | dns  | 2.   | 3.   | 3.   | úč.  | dns  |